# Pałac w Brzeżanach
Pałac w Brzeżanach – zabytkowy pałac w Brzeżanach – wsi w Polsce, w województwie dolnośląskim, w powiecie górowskim, w gminie Góra. 

## Opis
Piętrowy pałac wybudowany w drugiej połowie XVIII w. na planie prostokąta, przebudowany na przełomie XIX i XX w., kryty dachem naczółkowym. Od frontu główne wejście do którego prowadzą schody (obecnie w dobudowanym ganku). Nad wejściem, przy dachu, szczyt zwieńczony frontonem z pustym kartuszem. Po lewej stronie parterowa dobudówka z tarasem (od zachodu). Obiekt jest częścią zespołu pałacowego, w skład którego wchodzi jeszcze najbliższe otoczenie.